# Етреживил
Етреживил (фр. Heutrégiville) је насеље и општина у североисточној Француској у региону Шампањ-Арден, у департману Марна која припада префектури Ремс.
По подацима из 2010. године у општини је живело 398 становника, а густина насељености је износила 34 становника/km². Општина се простире на површини од 11,64 km². Налази се на средњој надморској висини од 77 метара.

## Демографија
| 1962. | 1968. | 1975. | 1982. | 1990. | 2011. |
| ----- | ----- | ----- | ----- | ----- | ----- |
| 270   | 281   | 271   | 279   | 299   | 415   |